# Тимофіївка (Миргородський район)
Тимофі́ївка — село в Україні, Миргородському районі Полтавської області. Населення становить 199 осіб. Входить до складу Великобудищанської сільської громади.
Після ліквідації Гадяцького району у липні 2020 року увійшло до Миргородського району.

## Географія
Село Тимофіївка розташоване між селами Плішивець та Бакути (3 км).
Селом протікає річка Куличиха, ліва притока Грині. На деяких ділянках пересихає.

## Історія
Село постраждало внаслідок геноциду українського народу, проведеного окупаційним урядом СРСР 1923—1933 та 1946–1947 роках.
До 2019 року орган місцевого самоврядування — Плішивецька сільська рада.

## Релігія
На території діє каплиця УПЦ в честь св. Олексія Людини Божої збудована ієреєм Романом Височанським 2014 р. Релігійною громадою встановлено пам'ятний хрест жертвам голодомору [джерело?].

## Постаті
- Перепелятник Олег Миколайович (1979—2016) — солдат Збройних сил України, учасник російсько-української війни.